# Silber-Linde
Die Silber-Linde (Tilia tomentosa) ist eine Pflanzenart aus der Gattung der Linden (Tilia) in der Unterfamilie der Lindengewächse (Tilioideae).

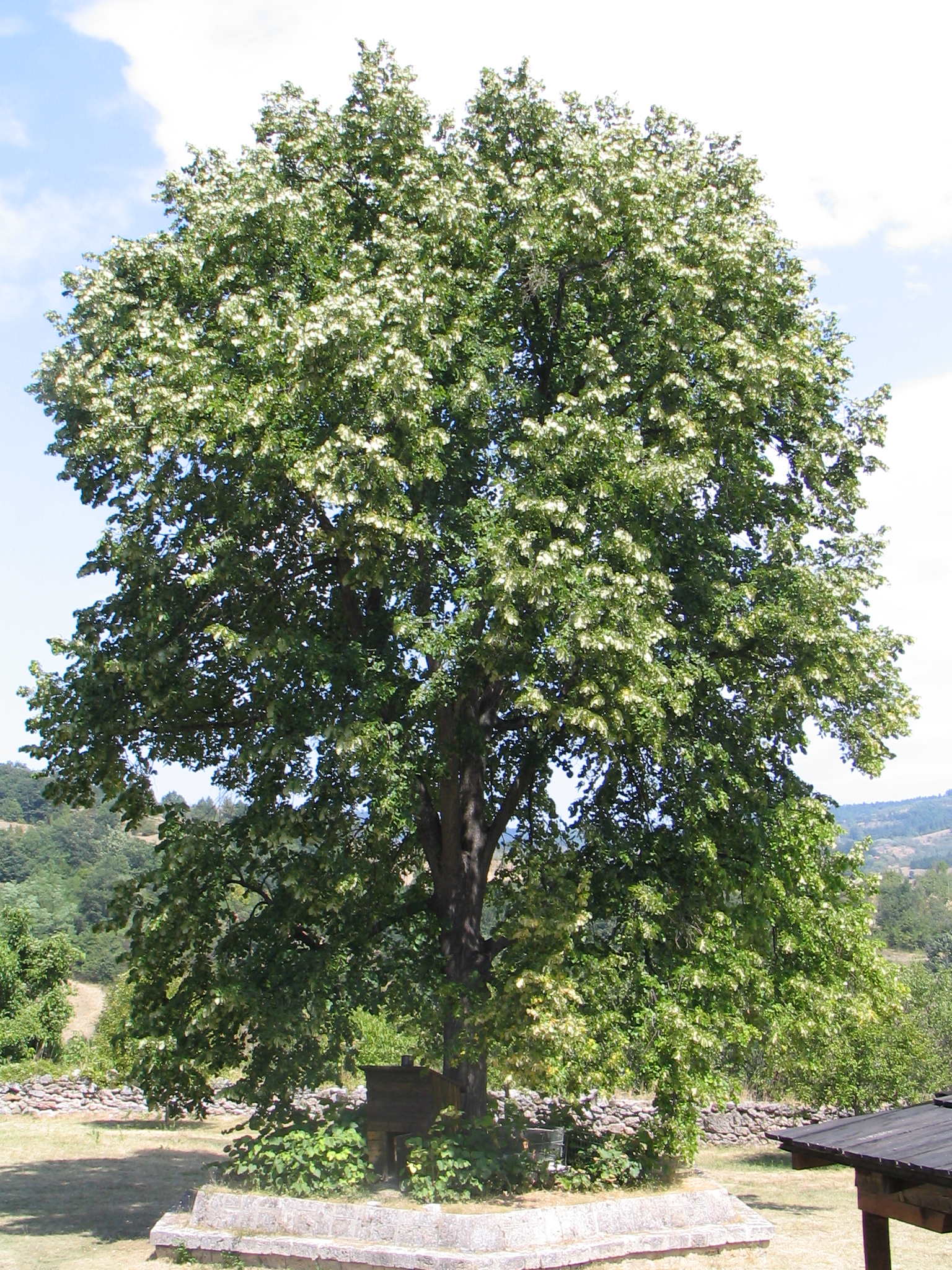
Silber-Linde (Tilia tomentosa)

## Beschreibung

### Vegetative Merkmale
Die Silber-Linde ist ein sommergrüner, laubabwerfender Baum, der Wuchshöhen von 25 bis 30 Metern erreicht. Die Baumkrone ist sehr dicht; sie ist bereits bei jungen Bäumen regelmäßig kugelig gewölbt, bei älteren setzt sie sehr tief an, ist breiter ausladend und hochgezogen und besonders bei Einzelbäumen sehr ansehnlich entwickelt. Der Stamm ist gerade. Die Äste setzen tief am Stamm an und gehen strahlig nach oben ab und sind nur gering zur Seite oder zurück gebogen.
Die Borke jüngerer Bäume ist grünlich-grau und ziemlich glatt; mit zunehmendem Alter entwickelt sich ein feines, sehr flaches Leisten- und Furchenmuster. Die Rinde der Zweige ist heller oder dunkler graugrün – ein wenig unregelmäßig hin- und hergehend – und im Frühsommer sehr auffällig und dicht mit weißfilzigen Haaren bedeckt.
Die grünliche, meist stärker behaarte Knospe ist oval mit abgerundetem oberen Ende und besitzt nur zwei Knospenschuppen von unterschiedlicher Größe.
Die wechselständig an den Zweigen angeordneten Laubblätter sind in Blattstiel und Blattspreite gegliedert. Der Blattstiel ist 2 bis 3,5 Zentimeter lang. Die einfache Blattspreite ist Umriss rundlich mit schlanker, verlängerter, aufgesetzter Spitze sowie in der Regel stärker schief-herzförmigen Spreitengrund und erscheint deshalb asymmetrisch. Der Blattrand ist gezähnt oder gesägt, wobei die Zähne ziemlich einheitlich sind und größtenteils in Richtung Spreitenspitze weisen. Die dickliche Blattspreite besitzt eine einheitlich dunkelgrüne, matte und etwas runzelig-raue Oberseite und die Unterseite erscheint sehr hell oder fast silbrig aufgrund ihrer dicht weiß-filzigen Behaarung; daher rührt auch der Trivialname Silber-Linde und das Artepitheton tomentosa.
Unter starker Sonneneinstrahlung wendet die Silberlinde die Blattunterseiten der Sonne zu. Durch ihre silbrige Oberfläche können die Blattunterseiten einen hohen Anteil des Sonnenlichtes reflektieren und die Pflanze so vor diesem schützen.

### Generative Merkmale
Die Blütezeit liegt im Juli. Je 6 bis 9 Blüten befinden sich in hängenden, rispigen, trugdoldigen Blütenständen. Mehr als die Hälfte der Blütenstandsachse ist mit einem silbrig-weißen Tragblatt (Hochblatt) verwachsen.
Die sehr angenehm duftenden, zwittrigen Blüten sind radiärsymmetrisch und fünfzählig. Die fünf Kronblätter sind hellgelb. Die Staubbeutel sind goldgelb.
Die Schließfrucht ist bei einem Durchmesser von 8 bis 11 Millimeter dicklich-kugelig mit etwas warziger Oberfläche und besitzt undeutlich hervortretende Rippen.

### Chromosomenzahl
Die Chromosomenzahl beträgt 2n = 82.

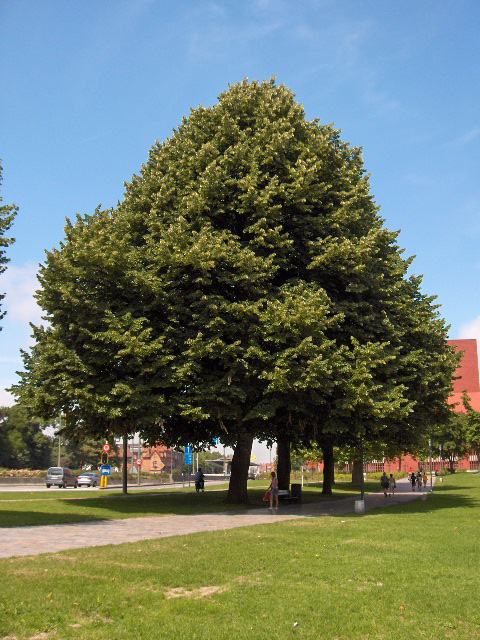
Silber-Linde im Sommer
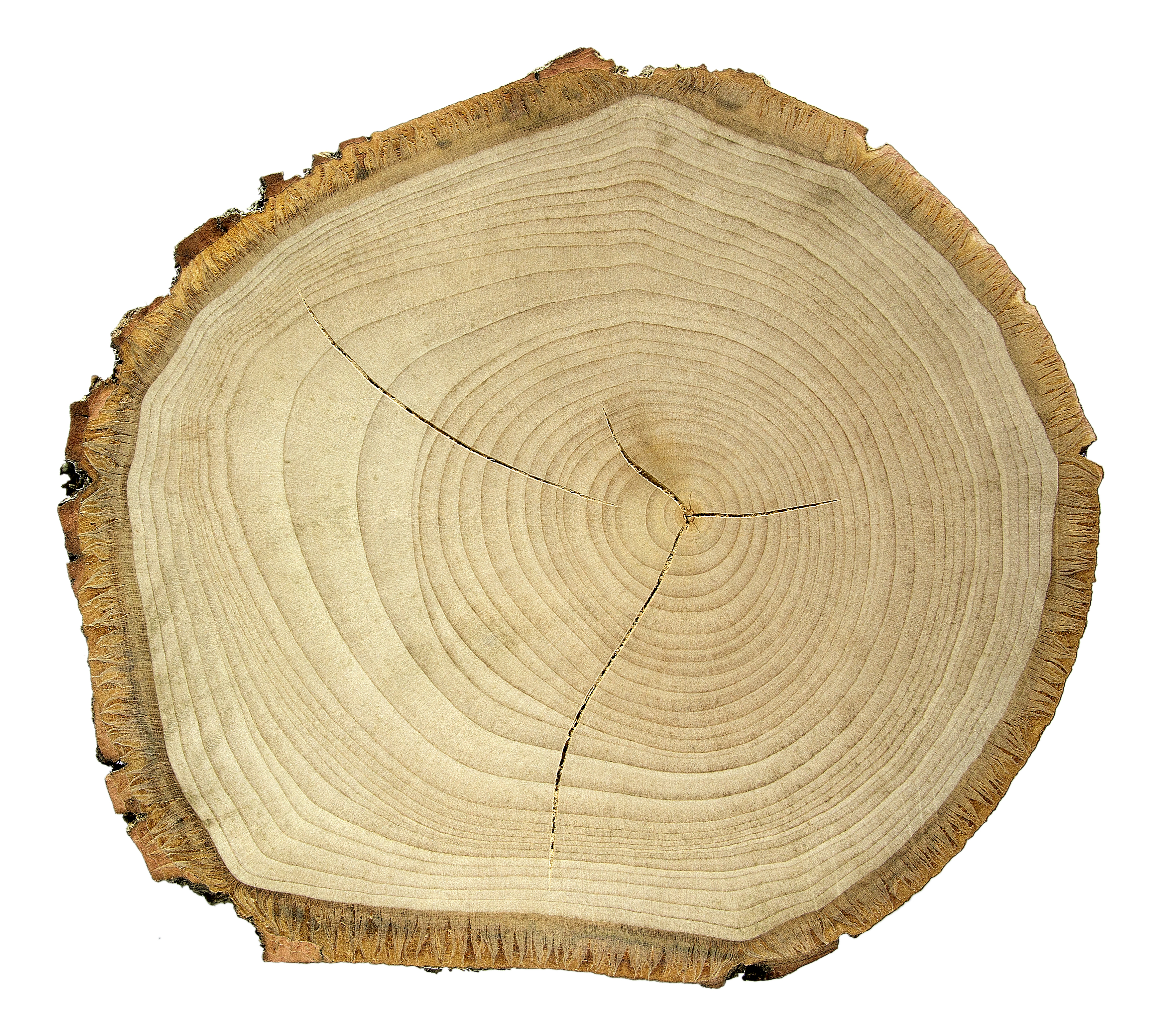
Querschnitt durch den Stamm
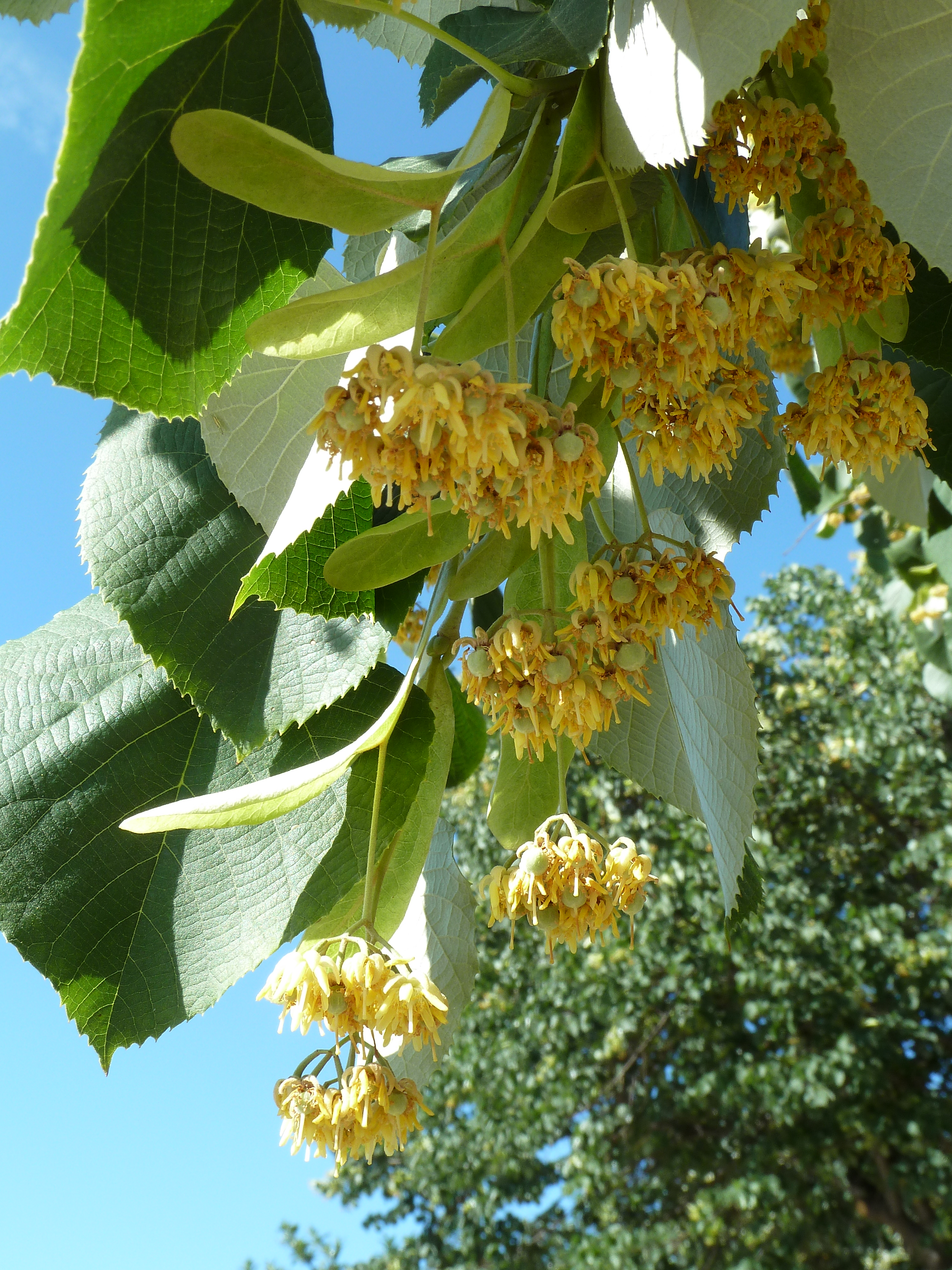
Blütenstand

## Vorkommen

Verbreitung der Silber-Linde
Natürliche Verbreitung× Isolierte Populationen

Die Silber-Linde ist in Südosteuropa und in Kleinasien beheimatet und tritt dort als waldbildender Baum in Erscheinung. Sie kommt dort in Gesellschaften der Quercetalia pubescentis als auch in Fagion-Gesellschaften vor.
Die ökologischen Zeigerwerte nach Landolt et al. 2010 sind in der Schweiz: Feuchtezahl F = 2+ (frisch), Lichtzahl L = 2 (schattig), Reaktionszahl R = 3 (schwach sauer bis neutral), Temperaturzahl T = 4+ (warm-kollin), Nährstoffzahl N = 3 (mäßig nährstoffarm bis mäßig nährstoffreich), Kontinentalitätszahl K = 3 (subozeanisch bis subkontinental).

## Nutzung
Die Silber-Linde wurde in Deutschland 1789 eingeführt und im Botanischen Garten Karlsruhe angepflanzt. Sie wird aufgrund ihres dekorativen Wertes seit dem 19. Jahrhundert als Zierpflanze in Parks und entlang von Straßen genutzt. Sie hat sich als ziemlich widerstandsfähig gegenüber Staub und Abgasen aus Industrie, Verkehr und Haushalten herausgestellt.
In der Imkerei ist die Silber-Linde wie alle Linden aufgrund des sehr hohen Zuckergehalts ihres Nektars (bis zu 77 %) und seines hohen Zuckerwerts (bis zu 5 mg Zucker/Tag je Blüte) eine geschätzte Tracht.
Die Silber-Linde wird auch gerne von Hummeln besucht, die zu der späten Blütezeit im Juli kaum noch andere Nahrung finden. Der an sich reichlich produzierte Nektar reicht aber nicht mehr aus, so dass man relativ viele tote Blütenbesucher unter blühenden Bäumen findet. Früher nahm man daher an, die Linden wären für diese Tiere giftig, etwa durch die Produktion des für Bienen gefährlichen Zuckers Mannose. Inzwischen wurde aber nachgewiesen, dass die Linden für die Hummeln ungiftig sind.
Das Projekt Stadtgrün 2021 der Bayerischen Landesanstalt für Weinbau und Gartenbau führt die Silber-Linde in einer Liste von Bäumen, die sich als zukünftige Stadtbäume in einem vom Klimawandel geprägten Stadtklima eignen.